# Abraham Govaerts
Pour les articles homonymes, voir Govaerts.
Abraham Govaerts, baptisé le 30 août 1589 à Anvers, où il meurt le 9 septembre 1626, est un peintre flamand de paysages forestiers de petit format à la manière de Jan Brueghel l'Ancien et Gillis van Coninxloo

## Biographie
Il est né à Anvers où son père était marchand d'art. Il n'y a aucune information sur sa formation. En raison de l'influence exercée sur son œuvre initiale par Jan Brueghel l'Ancien, certains croient qu'il a peut-être fait son apprentissage dans l'atelier de ce dernier, mais il n'y a aucune preuve à ce sujet. Il entre en 1699 dans la guilde de Saint-Luc d'Anvers. Il occupe le rang de doyen de la guilde en 1623.
Alexander Keirincx, Nicolaes Aertsens and Gysbrecht van der Berch sont ses élèves. L'inventaire de sa succession mentionne de nombreuses œuvres inachevées qui sont, dans la suite, étoffées par A. II Francken, Frans II Francken, Jasper van der Lanen (dont il est le témoin de mariage en 1624) et Hans Jordaens. Ses œuvres datées se situent entre 1612 et 1626.

## Œuvre
Il apparaît à ses débuts dans la lignée de Gillis van Coninxloo dont il reprend les sous-bois, les arbres touffus ainsi que les troncs et racines enveloppés de lierre. Par la suite, il s'inspire de Jan Brueghel l'Ancien, imitant sa thématique, paysages avec fleurs, animaux et figures allégoriques, sa technique minutieuse et son coloris chatoyant.
- Femmes gitanes dans un paysage boisé, Mauritshuis
- Le Viol d'Europe, Musée royal des beaux-arts d'Anvers
- La Multiplication des pains, musée Jeanne d'Aboville de La Fère, dans l'Aisne (attribution).
- Sainte Famille dans un paysage de forêt, ou Le Repos pendant la fuite en Égypte, collection privée à Paris

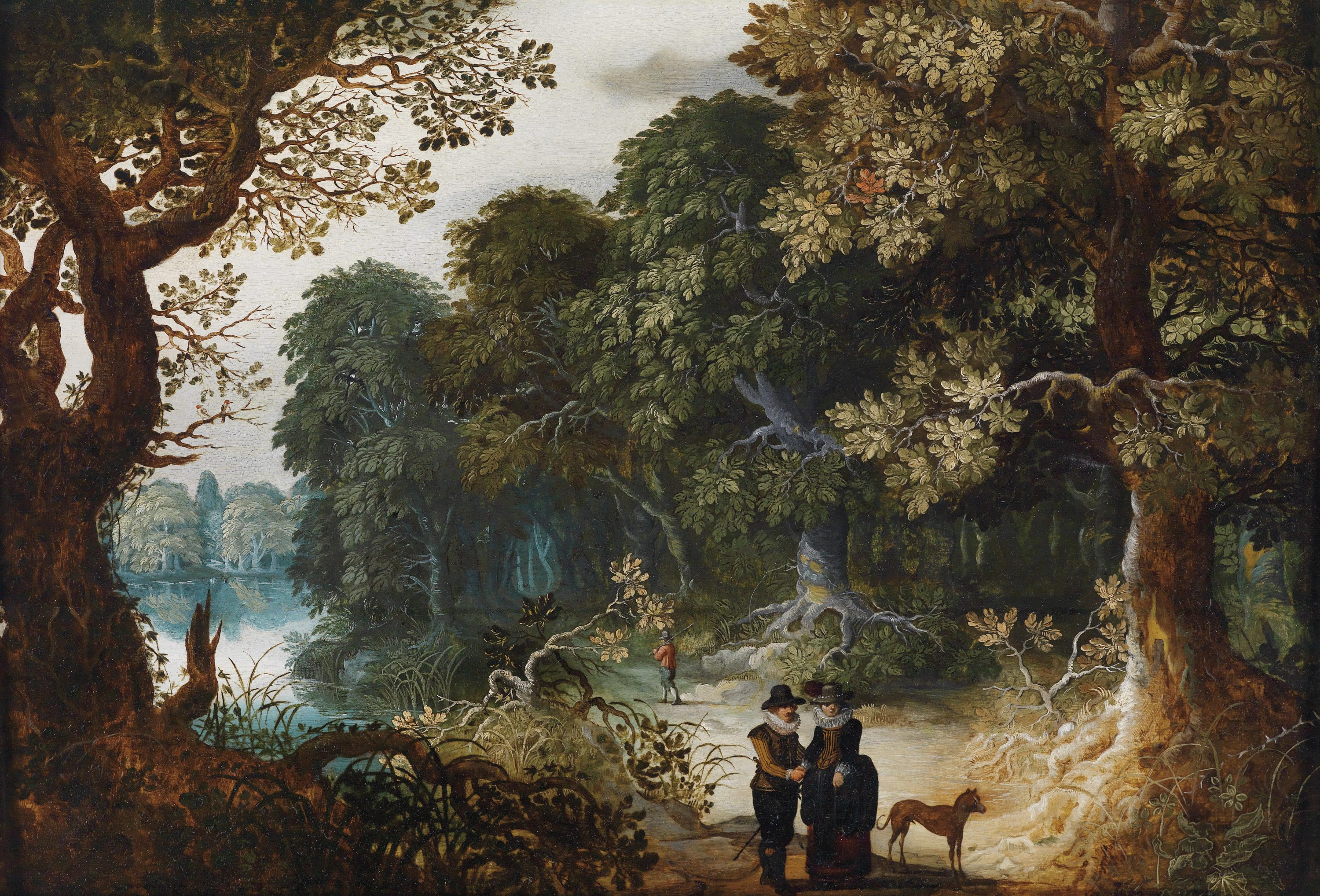
Couple élégant promenant travers la forêt.
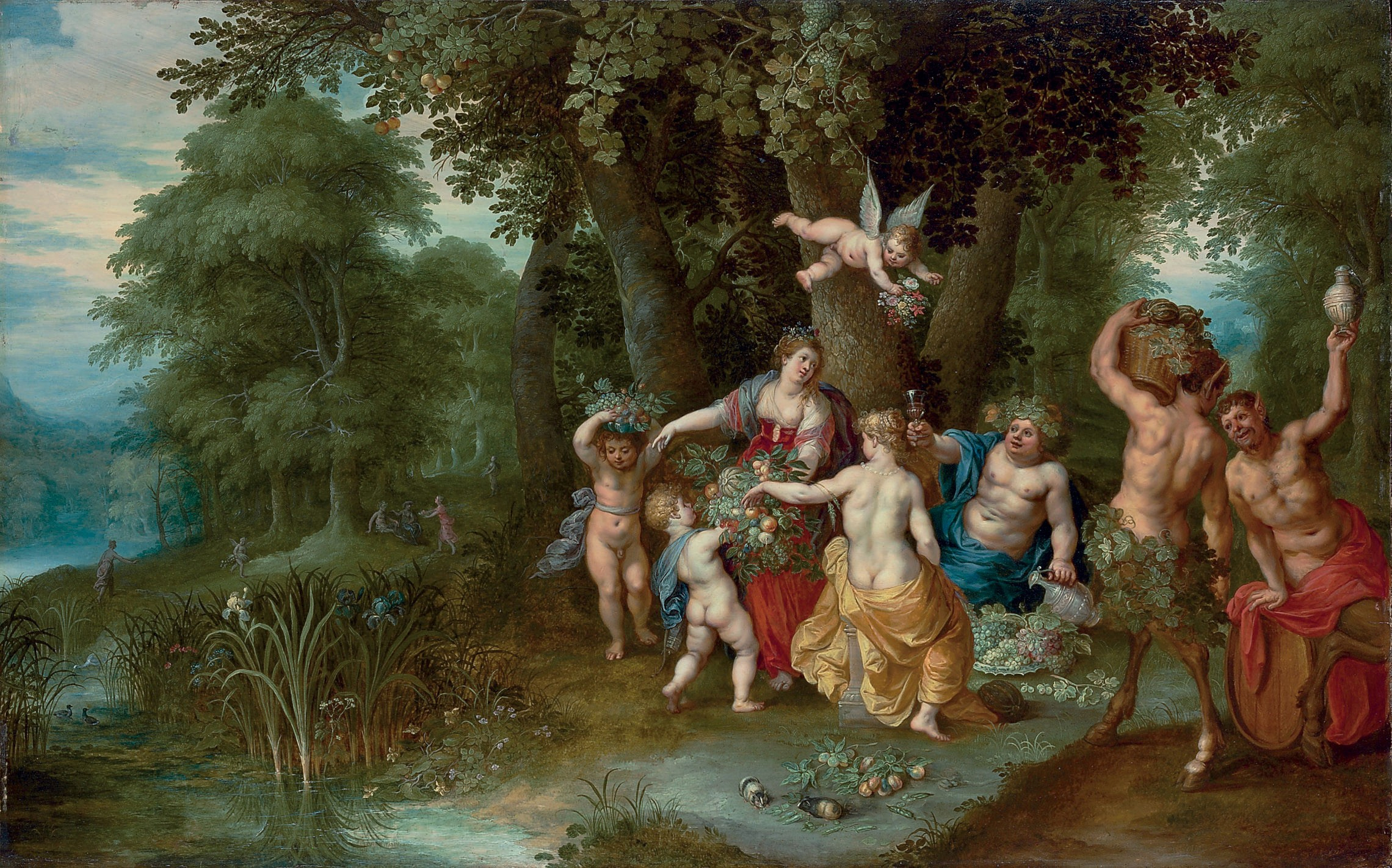
Bacchus, Vénus et Cérès, une allégorie de l'automne, collaboration avec Hendrick van Balen.
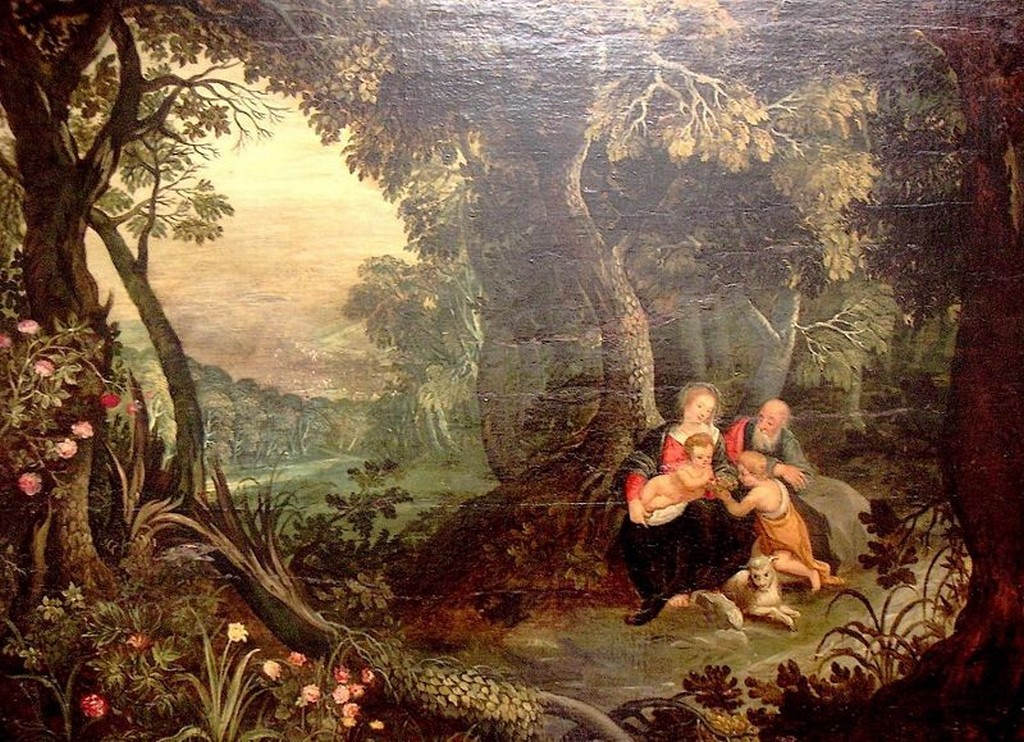
Le repos pendant la fuite en Egypte.